# Vellinge ängar
Vellinge ängar este o arie protejată (arie specială de conservare — SAC, sit de importanță comunitară — SCI) din Suedia întinsă pe o suprafață de 395,1 ha, integral pe uscat.

## Localizare
Centrul sitului Vellinge ängar este situat la coordonatele 55°27′19″N 12°57′57″E / 55.4554°N 12.9658°E.

## Înființare
Situl Vellinge ängar a fost declarat sit de importanță comunitară în ianuarie 2002 pentru a proteja un număr necunoscut de specii din flora spontană și fauna sălbatică aflate în arealul zonei. Situl a fost protejat și ca arie specială de conservare în martie 2011.

## Biodiversitate
Situată în ecoregiunile continentală și marină baltică, aria protejată conține 4 habitate naturale: Lagune de coastă, Salicornia și alte specii anuale care populează regiunile mlăștinoase și nisipoase, Terase mlăștinoase și terase nisipoase neacoperite de apă la reflux, Pășuni atlantice udate de apa mării (Glauco-Puccinellietalia maritimae).
La baza desemnării sitului se află un număr nedeclarat de specii protejate.
Pe lângă speciile protejate, pe teritoriul sitului au mai fost identificate 2 specii de amfibieni.